# 阿尔塔桑克斯
阿尔塔桑克斯（法語：Artassenx，法語發音：[aʁtasɛ̃ks]）是法国朗德省的一个市镇，属于蒙德马桑区。

## 地理
阿尔塔桑克斯（43°50'46"N, 0°23'50"W）面积5.5 平方千米，位于法国新阿基坦大区朗德省，该省份为法国西南部沿海省份，是法國本土面积第二大的省，北起吉倫特省，西临大西洋，南至大西洋比利牛斯省，东临热尔省，东北与洛特-加龍省接壤。
与阿尔塔桑克斯接壤的市镇（或旧市镇、城区）包括：巴斯孔、拉格洛里约斯、莫兰、皮若-勒普朗。

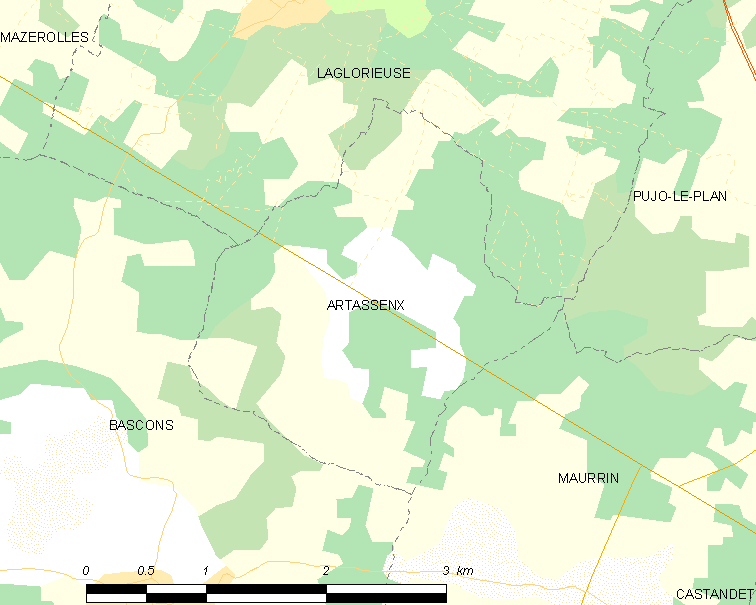
阿尔塔桑克斯的OSM定位图

阿尔塔桑克斯的时区为UTC+01:00、UTC+02:00（夏令时）。

## 行政
阿尔塔桑克斯的邮政编码为40090，INSEE市镇编码为40012。

## 政治
阿尔塔桑克斯所属的省级选区为阿杜尔-阿马尼亚克县。

## 人口

1962-2008年间阿尔塔桑克斯人口变化图示

阿尔塔桑克斯于2022年1月1日时的人口数量为260人。